# 사토 신스케
사토 신스케(일본어: 佐藤信介, 1970년 9월 16일 ~ )는 일본의 영화 감독이자, 애니메이션 감독, 시나리오 작가, 게임 제작자이다. 히로시마현 쇼바라시 출생.

## 경력
- 쇼바라 시립 야하타 중학교 (현 쇼바라 시립 토죠 중학교), 히로시마 조호쿠 고등학교, 무사시노 미술대학교 졸업.
- 무사시노 미술대학교에 재학중인 1994년, 카와츠 타로와 "Angle Pictures"를 설립해 2011년 12월에 법인화하였다. 첫 감독 작품 《료나이젠쇼쿠》로 피어 필름 페스티벌 94 (PFF94) 에서 그랑프리를 수상했다.

## 영화 작품

### 감독
- 《료나이젠슈쿠》 (1996년)
- 《츠키시마 쿄소》 (1996년)
- 《세이문메유키》 (1997년)
- 《사랑, 했다. 신부의 비밀》 (1998년)
- 《사랑, 했다. 천화 싸움》 (1998년)
- 《미하라 유조》 (2000년)
- 《LOVE SONG》 (2001년)
- 《프린세스 블레이드》 (2001년)
- 《COSMIC RESCUE The Moonlight Generations》 (2003년)
- 《우리 개 이야기》 (2005년)
- 《사망 시간》 (2006년)
- 《모래 시계》 (2008년)
- 《홋타라케 섬~ 하루카와 마법의 거울~》 (2009년)
- 《GANTZ》 (2010년)
- 《GANTZ PERFECT ANSWER》 (2011년)
- 《도서관 전쟁》 (2013년)
- 《만능 감정사 Q - 모나리자의 눈동자》 (2014년)
- 《아이 엠 어 히어로》(2015년)
- 《데스노트: 더 뉴 월드》(2016년)
- 《히어로 일본 대침공》(2018년)
- 《블리치》(2018년)
- 《킹덤》(2019년)

### 각본
- 《료나이젠슈쿠》 (1996년)
- 《츠키시마 쿄소》 (1996년)
- 《세이문메유키》 (1997년)
- 《도쿄 야곡》 (1997년)
- 《사랑, 했다. 신부의 비밀》 (1998년)
- 《사랑, 했다. 천화 싸움》 (1998년)
- 《다돈과 치쿠와》 (1998년)
- 《와글 와글 시모키타자와》 (2000년)
- 《미하라 유조》 (2000년)
- 《해바라기》 (2000년)
- 《LOVE SONG》 (2001년)
- 《프린세스 블레이드》 (2001년)
- 《로큰롤 미싱》 (2002년)
- 《COSMIC RESCUE The Moonlight Generations》 (2003년)
- 《봄의 눈》 (2005년)
- 《현청의 별》 (2006년)
- 《모래 시계》 (2008년)
- 《홋타라케 섬~ 하루카와 마법의 거울~》 (2009년)
- 《킹덤》 (2019년)

### 드라마
- 《럭키 세븐》 (2012년, 후지 TV) 시리즈 구성·연출 (1, 4, 10화)